# Mirni (Khakàssia)
Mirni - Мирный (rus) - és un poble de la República de Khakàssia, a Rússia, que en el cens del 2010 tenia 63 habitants. Pertany al districte de Xirà.